# Plagiometriona costaricensis
Plagiometriona costaricensis es una especie de insecto coleóptero de la familia Chrysomelidae.
Fue descrita científicamente en 2001 por Borowiec.